# Gouvernement De Wever
Royaume de Belgique
De Croo 
Le gouvernement De Wever est le gouvernement fédéral du royaume de Belgique depuis le 3 février 2025, sous la 56e législature de la Chambre des représentants.
Il s'agit du premier gouvernement fédéral belge à être dirigé par un nationaliste flamand.

## Historique du mandat
Ce gouvernement est dirigé par le nationaliste néerlandophone Bart De Wever. Il est constitué et soutenu par une coalition dite « Arizona » entre la Nieuw-Vlaamse Alliantie (N-VA), le Mouvement réformateur (MR), Les Engagés, Vooruit et les Christen-Democratisch en Vlaams (CD&V). Ensemble, ils disposent de 81 représentants, soit 54 % des sièges de la Chambre des représentants.
Il est constitué 239 jours après les élections législatives fédérales du 9 juin 2024.
Il succède donc au gouvernement du libéral néerlandophone Alexander De Croo, constitué et soutenu par le Parti socialiste (PS), les Christen-Democratisch en Vlaams, l'Open Vlaamse Liberalen en Democraten (Open VLD), le Mouvement réformateur, Vooruit, Ecolo et Groen.

### Première mission de Bart De Wever
Au cours des élections législatives, la Nieuw-Vlaamse Alliantie (N-VA) conserve son statut de première force politique flamande et nationale, tandis que le Mouvement réformateur (MR) devance le Parti socialiste (PS) comme premier parti francophone et que les partis écologistes sont sanctionnés. Dans son ensemble, la coalition Vivaldi perd sa majorité.
Le 12 juin 2024, le roi Philippe confie à Bart De Wever, président de la N-VA une mission d'information, à la suite de deux jours et demi de consultation des différentes forces politiques. Il est nommé préformateur le 26 juin, afin d'explorer plus en profondeur la possibilité d'une coalition « Arizona » entre la Nieuw-Vlaamse Alliantie, le Mouvement réformateur, Les Engagés, Vooruit et les Christen-Democratisch en Vlaams (CD&V). Chargé le 10 juillet d'une mission de formateur, Bart De Wever renonce le 23 août en raison de désaccords entre les cinq partis.
Le même jour, le roi consulte les dirigeants des partis pressentis pour former la majorité « Arizona », puis charge le président des Engagés Maxime Prévot d'une mission de médiation, avec pour mission de rapprocher les points des vues des différentes formations pour tenter de reprendre les négociations. Maxime Prévot remet son rapport le 2 septembre, après quoi le roi Philippe rappelle Bart De Wever comme formateur, le médiateur ayant constaté la volonté des partis de reprendre les négociations.

### Deuxième mission de Bart De Wever
Bart De Wever remet de nouveau sa démission au monarque le 4 novembre du fait de l'absence d'entente entre les partis impliqués, mais le roi se donne le temps de l'accepter et charge le formateur de mener de nouvelles consultations jusqu'au 12 novembre. À cette date, Bart De Wever est confirmé dans sa mission de formation. Il annonce le 31 janvier 2025, après une session de négociations ininterrompue de 60 h et près de sept mois et demi après les élections fédérales, la conclusion d'un accord de coalition. Ce contrat est ratifié le 1er février par Vooruit et le lendemain par le reste des partis.
Les noms des ministres sont dévoilés par les différents partis entre le 2 et le 3 février. Pressenti comme ministre de l'Intérieur, le président du MR Georges-Louis Bouchez indique le 3 février qu'il n'entrera pas au gouvernement afin de conserver la direction de son parti. L'arrêté royal de nomination est publié ce même 3 février. Le 21 février 2025, le titre de la ministre Matz est légèrement modifié par un arrêté royal publié le 27 du même mois avec effet rétrocatif à la prestation de serment.
Une partie de l'opposition critique le faible niveau de féminisation du nouvel exécutif, qui intègre quatre femmes contre onze hommes, dont aucune ne siège au sein du kern, le Conseil des ministres restreint aux seuls vice-Premiers ministres. La ministre de la Justice Annelies Verlinden dit regretter en 2025 l'image d'un kern « exclusivement masculin ». Bart De Wever considère que c'est « inattendu et dommage » et que « ce n’est pas élégant » mais que « ça peut arriver ». Cette situation tranche avec le gouvernement précédent, totalement paritaire dans sa composition et au niveau des ministres, et qui intégrait initialement deux femmes au sein du kern. La ministre de la Modernisation publique Vanessa Matz juge à son tour le 4 février que l'absence de femme au kern n'est « pas normal », reprochant aux partis politiques de ne pas avoir « fait le job » et proposant de réfléchir à l'instauration de quotas au Conseil des ministres comme il en existe dans les collèges communaux.

### Assermentation et vote de confiance
Le Premier ministre et les 14 ministres prêtent serment et entrent en fonction le 3 février au palais royal, devant le roi Philippe. C'est la première fois qu'un nationaliste flamand prend la direction du gouvernement fédéral belge. Le 6 février, après 40 heures de débat parlementaire, la Chambre des représentants accorde sa confiance au gouvernement par 81 voix pour, 66 voix contre et 3 absents.

## Accord de gouvernement

### Idéologie

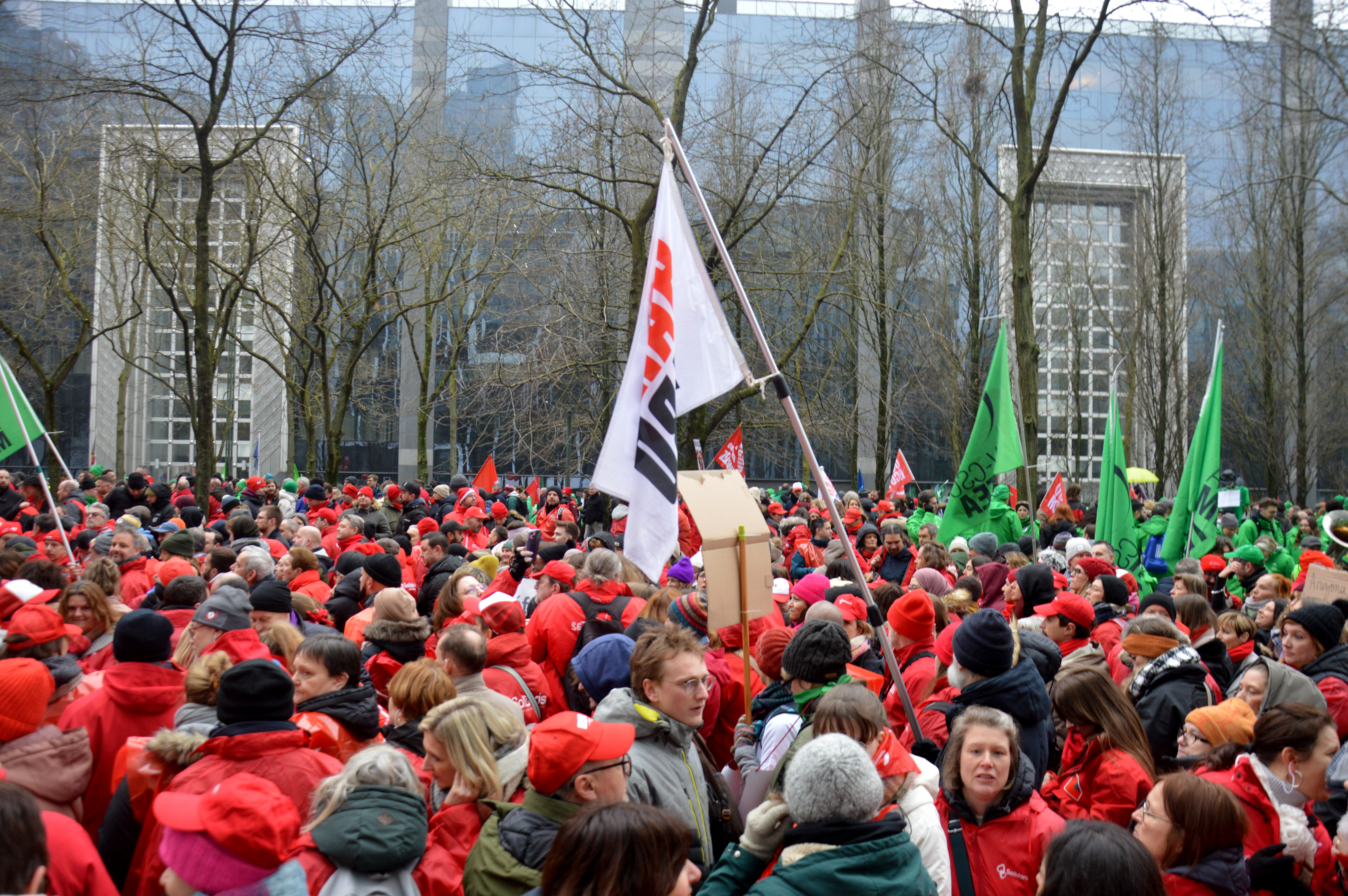
Les syndicats ont organisé plusieurs manifestations et grèves contre les projets du gouvernement De Wever, dont cette action le 13 février 2025 à Bruxelles.

L'accord de gouvernement est décrit comme étant du néolibéralisme autoritaire par plusieurs universitaires dans La Revue politique,.

### Politique budgétaire
La politique budgétaire est austéritaire et est justifié par le fait de diminuer les dépenses publiques et le déficit public. Son objectif est de baisser le déficit public belge sous le seuil de 3 % du PIB à partir de 2027 dans le but de se conformer aux exigences de la Commission européenne. 23,3 milliards d’euros d'économie sont prévus pour 2029. Ce montant, détaillé dans des tableaux budgétaires annexes à l'accord de gouvernement, inclut 18,1 milliards d'euros pour respecter les règles budgétaires européennes et 5,2 milliards d'euros pour financer les nouvelles politiques.

### Administration publique
1,6 milliard de réductions des dépenses est prévue pour l'administration publique. Il est prévu de limiter la surtransposition des directives européennes, de créé des « zones de test sans règles » pour encourager l’innovation technologique. Le gouvernement veut renforcer « l’efficacité » et « l’efficience » du service public par la généralisation d’instruments néo-managériaux : culture de l’évaluation, benchmarking, analyse des missions essentielles, revues des dépenses, etc. 
Le gouvernement De Wever a la volonté de fusionner ou intégrer des Services publics fédéraux pour faire des économies d’échelle et souhaite avoir moins recours à la consultance externe.
La Régie des bâtiments devra faire des économies, grâce au télétravail, en louant ou vendant des bâtiments de l’État non utilisés.

## Composition
| Fonction | Titulaire | Titulaire                    | Titulaire            | Parti       |
| --- | --------- | ---------------------------- | -------------------- | ----------- |
| Premier ministre |           | Bart De Wever en 2025        | Bart De Wever        | N-VA        |
| Vice-Premier ministre Ministre de l'Emploi, de l’Économie et de l'Agriculture |           | David Clarinval en 2024      | David Clarinval      | MR          |
| Vice-Premier ministre Ministre des Affaires étrangères, des Affaires européennes et de la Coopération au développement                                                                               |           | Maxime Prévot en 2025        | Maxime Prévot        | Les Engagés |
| Vice-Premier ministre Ministre des Affaires sociales et de la Santé publique, chargé de la Lutte contre la pauvreté                                                                                  |           | Frank Vandenbroucke en 2024  | Frank Vandenbroucke  | Vooruit     |
| Vice-Premier ministre Ministre du Budget, chargé de la Simplification administrative |           | Vincent Van Peteghem en 2024 | Vincent Van Peteghem | CD&V        |
| Vice-Premier ministre Ministre des Finances et des Pensions, chargé de la Loterie nationale et des Institutions culturelles fédérales                                                                |           | Jan Jambon en 2023           | Jan Jambon           | N-VA        |
| Ministre de la Justice, chargée de la Mer du Nord |           | Annelies Verlinden en 2024   | Annelies Verlinden   | CD&V        |
| Ministre de la Sécurité et de l'Intérieur, chargé de Beliris |           | Bernard Quintin en 2024      | Bernard Quintin      | MR          |
| Ministre de la Défense, chargé du Commerce extérieur |           | Theo Francken en 2021        | Theo Francken        | N-VA        |
| Ministre de la Mobilité, du Climat et de la Transition environnementale, chargé du Développement durable                                                                                             |           | Jean-Luc Crucke en 2018      | Jean-Luc Crucke      | Les Engagés |
| Ministre de l'Action et de la Modernisation publiques, chargée des Entreprises publiques, de la Fonction publique, de la Gestion immobilière de l'État, du Numérique et de la Politique scientifique |           | Vanessa Matz                 | Vanessa Matz         | Les Engagés |
| Ministre de la Protection des consommateurs, de la Lutte contre la Fraude sociale, des Personnes handicapées et de l'Égalité des chances                                                             |           | Rob Beenders                 | Rob Beenders         | Vooruit     |
| Ministre de l'Asile et de la Migration, et de l'Intégration sociale, chargée de la Politique des Grandes villes                                                                                      |           | Anneleen Van Bossuyt en 2015 | Anneleen Van Bossuyt | N-VA        |
| Ministre de l'Énergie |           | Mathieu Bihet en 2025        | Mathieu Bihet        | MR          |
| Ministre des Classes moyennes, des Indépendants et des PME |           | Éléonore Simonet en 2024     | Éléonore Simonet     | MR          |